# Elvis, Barbra & jag
Elvis, Barbra & jag è un album in studio della cantante svedese Carola Häggkvist, pubblicato nel 2011.

## Il disco
Si tratta di un disco di cover di Elvis Presley e Barbra Streisand.

## Tracce
1. Suspicious Minds – 3:11
2. In the Ghetto – 3:34
3. Enough is Enough (Enough is Enough - No More Tears) – 3:19
4. Woman in Love – 4:50
5. Always on My Mind – 4:12
6. You've Lost That Loving Feeling – 4:12
7. Evergreen – 3:23
8. Watch Closely Now – 2:40
9. Heartbreak Hotel – 3:21
10. Lead Me, Guide Me – 2:55
11. Guilty – 4:08
12. The Way We Were – 3:04